# British Home Championship 1969/70
Die British Home Championship 1969/70 war die 75. Auflage des im Round-Robin-System ausgetragenen Fußballwettbewerbs zwischen den vier britischen Nationalmannschaften von England, Nordirland (bis 1949/50 Irland), Schottland und Wales.
| Pl.                                                   | Nationalmannschaft | Sp. | S | U | N | Tore    | Punkte |
| ----------------------------------------------------- | ------------------ | --- | - | - | - | ------- | ------ |
| 1.                                                    | England            | 3   | 1 | 2 | 0 | 004:200 | 04:20  |
| 2.                                                    | Wales              | 3   | 1 | 2 | 0 | 002:100 | 04:20  |
| 3.                                                    | Schottland         | 3   | 1 | 2 | 0 | 001:000 | 04:20  |
| 4.                                                    | Nordirland         | 3   | 0 | 0 | 3 | 001:500 | 0:60   |
| England, Wales und Schottland teilten sich den Titel. |                    |     |   |   |   |         |        |

|                                            |   |            |           |
| 18. April 1970 in Belfast (Windsor Park)   |   |            |           |
| Nordirland                                 | – | Schottland | 0:1 (0:0) |
| 18. April 1970 in Cardiff (Ninian Park)    |   |            |           |
| Wales                                      | – | England    | 1:1 (1:0) |
| 21. April 1970 in London (Wembley Stadium) |   |            |           |
| England                                    | – | Nordirland | 3:1 (1:0) |
| 22. April 1970 in Glasgow (Hampden Park)   |   |            |           |
| Schottland                                 | – | Wales      | 0:0       |
| 25. April 1970 in Glasgow (Hampden Park)   |   |            |           |
| Schottland                                 | – | England    | 0:0       |
| 25. April 1970 in Swansea (Vetch Field)    |   |            |           |
| Wales                                      | – | Nordirland | 1:0 (1:0) |